# Wasmannia sigmoidea
Wasmannia sigmoidea är en myrart som först beskrevs av Mayr 1884.  Wasmannia sigmoidea ingår i släktet Wasmannia och familjen myror. Inga underarter finns listade i Catalogue of Life.